# Patrick Abercrombie
Leslie Patrick Abercrombie (1879-1957) fue un arquitecto y urbanista británico, hermano del poeta Lascelles Abercrombie.
Fue profesor de diseño en la Universidad de Liverpool desde 1915 hasta 1935 y maestro de urbanismo en la University College de Londres después de 1935. Trabajó como asesor en la remodelación y planificación de Londres, Bath, Edimburgo y otras ciudades.
Recibió el título de caballero en 1945. Sus voluminosos escritos han sido de un considerable impacto en los campos de la planificación regional y el planeamiento urbano. Entre sus libros se encuentran The Preservation of Rural England de 1926 y Town and Country Planning de 1933.

## Algunas publicaciones
- Patrick Abercrombie, Sydney Kelly, Arthur Kelly. Dublin of the future : the new town plan, being the scheme awarded first prize in the international competition, Univ. Press of Liverpool, Liverpool, 1922

- Patrick Abercrombie. The Preservation of Rural England, Hodder and Stoughton Ltd, London, 1926.[1] The book that lead to the foundation of the CPRE

- Patrick Abercrombie, John Archibald. East Kent Regional Planning Scheme Survey, Kent County Council, Maidstone, 1925

- The Earl of Mayo, S. D, Adshead, Patrick Abercrombie. The Thames Valley from Cricklade to Staines: A survey of its existing state and some suggestions for its future preservation, Univ. of London Press, London, 1929

- Patrick Abercrombie, Sydney A. Kelly. East Suffolk Regional Scheme, Univ. of Liverpool, Liverpool and Hodder & Stoughton, London, 1935 (prepared for the East Suffolk Joint Regional Planning Committee)

- Patrick Abercrombie (ed.) The Book of the Modern House: A Panoramic Survey of Contemporary Domestic Design, Hodder & Stoughton, London, 1939

- J. H. Forshaw, Patrick Abercrombie. County of London Plan, Macmillan & Co. 1943

- J. Paton Watson, Patrick Abercrombie. A Plan for Plymouth, Underhill, (Plymouth). Ltd. 1943

- Edwin Lutyens, Patrick Abercrombie. A Plan for the City & County of Kingston upon Hull, Brown (London & Hull), 1945

- Patrick Abercrombie, John Owens, H Anthony Mealand. A Plan for Bath, Sir Isaac Pitman (London) 1945

- Patrick Abercrombie, R. H. Matthew. Clyde Valley Regional Plan, His Majesty’s Stationery Office, Edinburgh, 1946

- Patrick Abercrombie, Richard Nickson. Warwick: Its preservation and redevelopment, Architectural Press, 1949

- Patrick Abercrombie (revisada por D. Rigby Childs). "Town and Country Planning", 3ª ed. Oxford Univ. Press, 1959, reimpreso 1961 y 1967